# San Cristóbal (Madrid)

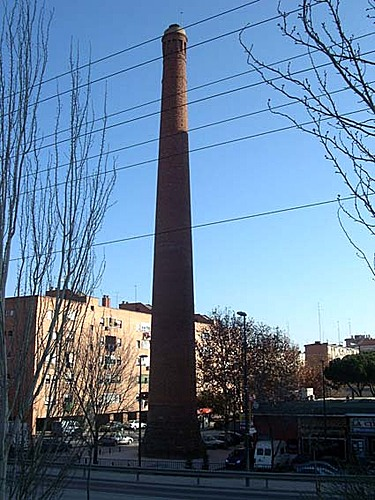
Xemeneia i símbol del barri.

San Cristóbal és un barri de Madrid integrat en el districte de Villaverde, també conegut com a San Cristóbal de Los Ángeles. Té una superfície de 107,77 hectàrees i una població de 16.890 habitants (2009).

## Situació
Limita al nord amb Los Rosales, al sud i est amb Butarque i a l'oest amb San Andrés. Està delimitat dels altres barris de Villaverde per l'Avinguda d'Andalucía i pel ferrocarril Madrid-Badajoz (al nord) i Madrid-Alacant (a l'est).
Situat a uns 10 quilòmetres de la Puerta del Sol i a tan sols 4 del Cerro de los Ángeles, centre geogràfic de la península, disposa de dues línies d'autobusos de l'EMT (59 i 79), que el connecten amb la Glorieta d'Atocha i la zona coneguda com a Marconi o "San Cristóbal industrial". També compta amb una estació de metro (Línia 3), amb el mateix nom del barri, que permet als seus habitants arribar al centre turístic i comercial de Madrid en uns 20 minuts i dues estacions de Rodalies de RENFE (San Cristóbal de los Ángeles i San Cristóbal Industrial).

## Història
El barri es construeix a la fi dels anys cinquanta sobre un antic teuler del segle xix. En els seus primers moments, combina habitatges de treballadors (de l'EMT, la RENFE), un poblat dirigit de reallotjament de veïns expulsats d'altres zones de Madrid per operacions urbanístiques, habitatges d'obra social... els seus veïns són majoritàriament immigrants interiors procedents d'Andalusia i Extremadura. La majoria dels habitatges es conceben com a habitatges provisionals que, no obstant això, es faran permanents en el temps. Aquest fet, unit a una inadequada fonamentació sobre terreny argilenc, ha provocat una greu deterioració dels habitatges, que fan d'aquest un problema que ha travessat tota la història del barri.
Amb el pas dels anys, Sant Cristóbal s'ha anat enfrontant a diferents canvis, entre els quals destaquen els associats als processos de reconversió dels anys vuitanta i problemes com la desocupació i el consum de l'heroïna.
L'any 1983 marca una fractura en la història de Sant Cristóbal, amb el reallotjament de diversos grups de gitanos, que desperta una forta oposició veïnal i conclou amb la separació, encara vigent, entre aquesta comunitat i la resta de veïns, en forma d'universos paral·lels.

## Personatges relacionats amb el barri
- Raúl González Blanco, futbolista.
- Carlos Aguilera Martín, ex-futbolista de l'Atlètic de Madrid.
- Iván Amaya Carazo, futbolista.
- Antonio Amaya Carazo, futbolista.
- Javier Monsálvez Carazo, Yuma, futbolista.
- El grup Camela.
- Los Pecos
- Paloma Mozo - actriu de cinema, teatre i televisió.
- Mario Martín - actor de teatre, televisió i doblatge.
- Luis Ramiro - cantautor.
- Andrés Lewin - cantautor
- Isabel Martin Conde - actriu de teatre, cinema i televisió